# Heard County
Heard County är ett administrativt område i delstaten Georgia, USA, med 11 834 invånare. Den administrativa huvudorten (county seat) är Franklin. 

## Geografi
Enligt United States Census Bureau så har countyt en total area på 780 km². 767 km² av den arean är land och 13 km² är vatten.

### Angränsande countyn
- Carroll County - nord
- Coweta County - öst
- Troup County - syd
- Randolph County, Alabama - väst